# Snatched
Snatched (prt: Olha que Duas; bra: Viagem das Loucas) é um filme estadunidense de 2017, do gênero comédia de ação, dirigido por Jonathan Levine e escrito por Katie Dippol, com atuações de Amy Schumer e Goldie Hawn como protagonistas, com Joan Cusack, Ike Barinholtz, Wanda Sykes e Christopher Meloni em papéis coadjuvantes, e retrata uma mãe e uma filha que são sequestradas durante as férias no sul da América.
Snatched estreou na cidade de Nova York em 2 de maio de 2017 e foi lançado nos cinemas em 12 de maio de 2017 pela 20th Century Fox. O filme recebeu críticas mistas e arrecadou 60 milhões de dólares em todo o mundo, com um orçamento de 42 milhões de dólares. No 38º Prêmio Framboesa de Ouro, Goldie Hawn foi indicada como Pior Atriz Coadjuvante por sua atuação.
As filmagens tiveram início em 15 de junho de 2016, no Havaí.

## Elenco
- Amy Schumer como Emily Louise Middleton, irmã de Jeffrey, filha xd Linda e namorada de Michael
- Goldie Hawn como Linda Middleton, mãe de Emily and Jeffrey
- Ike Barinholtz como Jeffrey Middleton, irmão de Emily e filho de Linda
- Wanda Sykes as Ruth, amiga de Barb e mulher que Emily e Linda conhecem nas férias
- Joan Cusack como  Barb, amigo de Ruth
- Christopher Meloni como Roger Simmons
- Óscar Jaenada como Morgado
- Bashir Salahuddin como Morgan Russell, oficial do departamento dos Estados Unidos
- Tom Bateman como James
- Randall Park como Michael
- Tom Choi
- Raven Goodwin como Lew

## Produção
Em 22 de maio de 2015, relatórios comerciais anunciaram que Amy Schumer estrelaria um filme de comédia de ação roteirizado por Katie Dippold, que foi reescrito por Schumer e sua irmã Kim Caramele. Dippold disse que foi inspirado por seu próprio relacionamento com sua mãe. Paul Feig produziu através da Feigco Entertainment, junto com Jessie Henderson da Chernin Entertainment. A 20th Century Fox distribui o filme em todo o mundo. Em 18 de agosto de 2015, Jonathan Levine estava em negociações para dirigir o filme.
Em fevereiro de 2016, Goldie Hawn estava em negociações para interpretar a mãe de Schumer, em seu primeiro papel no cinema desde 2002, The Banger Sisters. Em maio de 2016, Christopher Meloni, Ike Barinholtz, Óscar Jaenada e Wanda Sykes foram adicionados ao elenco. Em maio, o filme tinha o título provisório Mother/Daughter (em português, Mãe/Filha).
O filme começou a ser fotografado no Havaí em 30 de maio de 2016.  As filmagens terminaram em 1 de setembro de 2016 e também aconteceram em Porto Rico. Em 12 de dezembro de 2016, Schumer anunciou que o filme seria intitulado Snatched.

## Recepção

### Bilheteria
Snatched arrecadou $ 45,9 milhões nos Estados Unidos e Canadá e $ 15 milhões em outros territórios, para um total mundial de $ 60,8 milhões, contra um orçamento de produção de $ 42 milhões.
Na América do Norte, Snatched foi lançado em 12 de maio de 2017 ao lado de King Arthur: Legend of the Sword, e foi projetado para arrecadar US $ 15 milhões a US $ 20 milhões durante o fim de semana de estreia. Ele arrecadou $ 675.000 em prévias de quinta-feira à noite em cerca de 2.625 cinemas, antes de expandir para 3.501 cinemas no fim de semana e arrecadou $ 5 milhões em seu primeiro dia (incluindo pré-visualizações). Ele estreou para $ 19,5 milhões, terminando em segundo na bilheteria, atrás de Guardians of the Galaxy Vol. 2. Caiu 60% em seu segundo fim de semana com $ 7,8 milhões, terminando em quarto.

### Resposta da Crítica
No Rotten Tomatoes, o filme tem um índice de aprovação de 36% baseado em 211 avaliações, com uma média de 5,07 / 10. O consenso crítico do site diz: "Snatched tem um par de estrelas incrivelmente talentosas, mas sua presença não é suficiente para compensar o enredo esfarrapado desta comédia rotineira e as risadas dispersas." No Metacritic, o filme teve uma pontuação de 45 em 100, com base em 41 críticos, indicando "críticas mistas ou médias".
Richard Roeper, do Chicago Sun-Times, escreveu: "A tentadora sedução de Goldie Hawn emparelhar-se com Amy Schumer para uma comédia de mãe e filha e uma viagem de comédia tem alguns momentos, mas nunca cumpre sua promessa. À medida que suas aventuras e travessuras na tela ficam mais loucas e mais amplas, as risadas ficam mais suaves e esporádicas."

### Mídia Doméstica
Snatched foi lançado em DVD e Blu-Ray em 8 de agosto de 2017.

## Ligações Externas
- «Sítio oficial»